# Cessna 340
Cessna 340 – samolot biznesowy o dwóch silnikach tłokowych. Samolot został oblatany w 1970 roku. Maksymalna prędkość wynosiła jedynie 460 km/h. Samolot mógł razem z pilotem zabrać 6 pasażerów. Cessna 340 to większa wersja Cessny 310. Doskonała konstrukcja dolnopłatu oraz dwa silniki tłokowe przyniosły temu samolotowi dużą popularność.